# فرانسوا بلانشه
فرانسوا بلانشه (به فرانسوی: François Blanchet) مفسر و نویسنده قرن هجدهم میلادی اهل فرانسه است.